# Casa do Coronel Vanique
A Casa do Coronel Vanique é um bem tombado localizado no município de Nova Xavantina, no Mato Grosso. Ela foi a primeira casa de alvenaria construída no povoado.
A propriedade foi construída nos anos 1940 para ser utilizada como residencia de Coronel Flaviano de Mattos Vanique, que foi o primeiro chefe da Expedição Roncador-Xingu. O imóvel fica situado na antiga base que transformou-se na cidade de Nova Xavantina.
Foi tombada em 2011 através da portaria n.° 024/2011 publicada em 31 de maio daquele ano. Em 2017, a Prefeitura Municipal de Nova Xavantina adquiriu a propriedade.